# روز پدر
روز پدر روز بزرگداشت پدر و پدرانگی است و از پدران و اهمیتی که آن‌ها در جامعه دارند، تجلیل می‌شود. این روز در سراسر جهان تاریخ‌های مختلفی دارد و مناطق مختلف سنت‌های خود را برای گرامیداشت پدر حفظ می‌کنند. رایج‌ترین تاریخ برگزاری این روز در میان کشورهای جهان، یکشنبه سوم ژوئن است. در برخی از کشورهای کاتولیک اروپا، از قرون وسطی در ۱۹ مارس به‌عنوان روز سنت جوزف جشن گرفته می‌شود.
در ایران پیش از انقلاب، زادروز رضاشاه در ۲۴ اسفند بر اساس تقویم ایرانی، روز پدر نامیده می‌شد. پس از انقلاب، این روز به ۱۳ رجب، زادروز علی بن ابی‌طالب، نخستین امام شیعیان تغییر یافت. زرتشتیان نیز شهریورگان در ۴ شهریور را به‌عنوان روز پدر جشن می‌گیرند.

## پیشینهٔ جهانی و سنت‌ها
در شماری از کشورهای کاتولیک روز پدر را در ۱۹ مارس، روز جشن یوسف مقدس، گرامی می‌دارند.

### آلمان

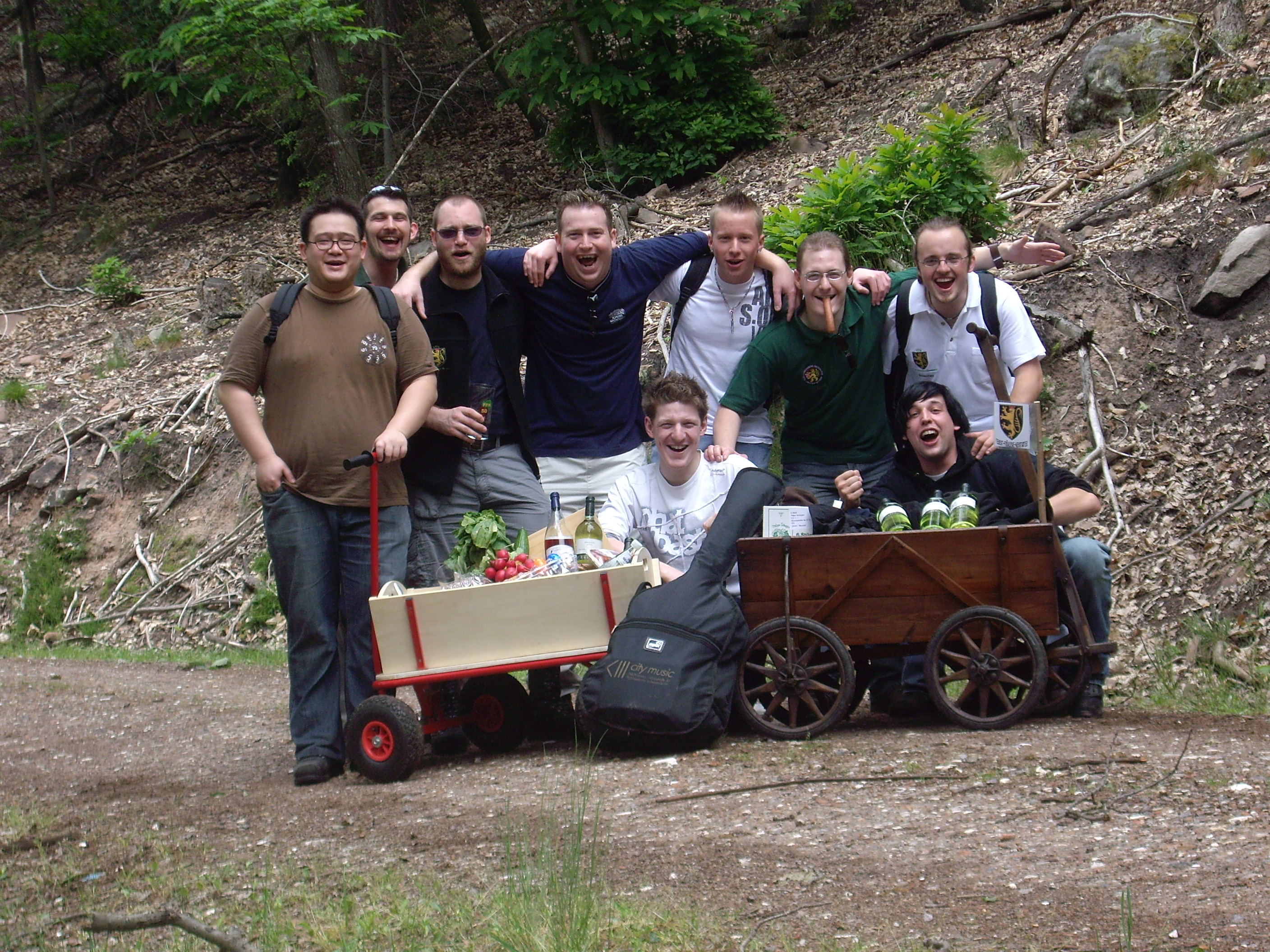
گردش و پیاده‌روی بیرون شهر در روز مرد در آلمان.

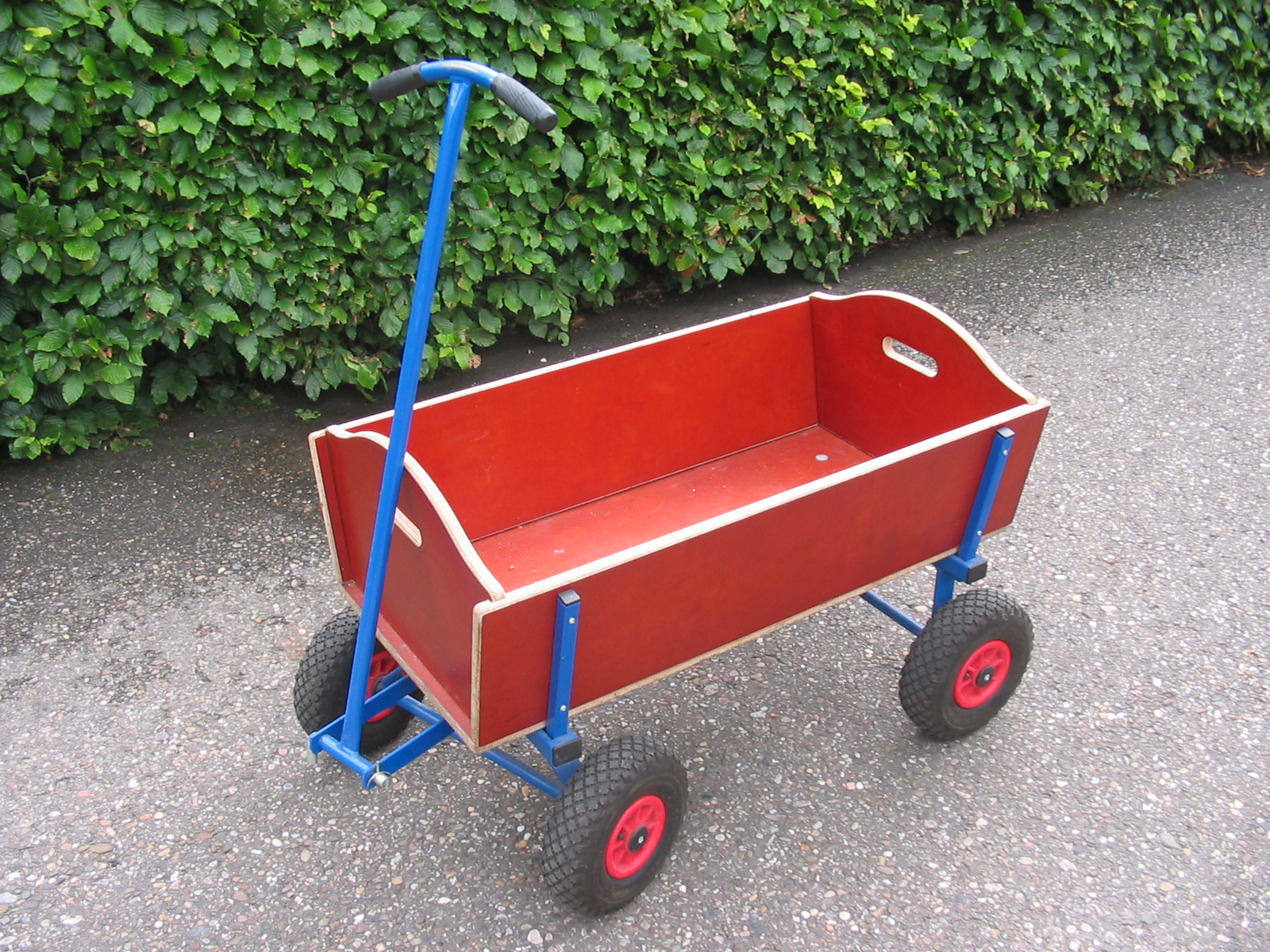
واگن‌های گردش معروف به Bollerwagen.

روز پدر در آلمان (به آلمانی|Vatertag) نسبت به دیگر کشورهای جهان متفاوت است. روز عروج مسیح به آسمان به عنوان روز پدر در نظر گرفته شده‌است (روز سه شنبه، چهل روز پس از عید پاک). این روز، تعطیل رسمی است و در برخی مناطق آلمان به آن «روز مرد» (به آلمانی: Männertag) یا «روز آقایان» (به آلمانی: Herrentag) نیز می‌گویند. در شمال و شرق آلمان سنت بر این است که در این روز تعدادی از مردان (افراد جوان و میانسال و نه نوجوانان) به صورت گروهی به پیاده‌روی و گردش بیرون شهر از می‌روند و یک یا چند ارابهٔ کوچک (به آلمانی: Bollerwagen) که باید با دست آن را کشید به دنبال خود می‌برند. آنان در این ارابه‌های کوچک، شراب، آبجو و غذاهای سنتی می‌گذارند. بسیاری از مردان از این روز به عنوان فرصتی برای مست کردن استفاده می‌کنند.
این سنت‌ها احتمالاً ریشه در آیین‌ها و نمایش‌های (بازسازی) روز عروج مسیح و حرکت آن‌ها به سوی کشتزار دارد. برخی از مردان مانند نقش شخصیت‌های ولگرد و می‌خوار در نمایش‌های قرن ۱۷، به خوردن شراب و مست کردن می‌پردازند. بعضی نیز نقش افراد «آقازاده» را انتخاب می‌کنند و در مناطق شهری و خیابان‌ها به ویژه در برلین به ایفای نقش خود می‌پردازند (از سده ۱۹ به این سو چنین بوده‌است). با این حال بسیاری از پدران ترجیح می‌دهند به جای بیرون رفتن و سرمستی در کنار خانوادهٔ خود بمانند. برخی نیز از تعطیلی مدرسه‌ها استفاده می‌کنند و به تعطیلات خانوادگی می‌روند.

### ایالات متحده آمریکا
در ایالات متحده آمریکا روز پدر در سومین یکشنبهٔ ماه ژوئن جشن گرفته می‌شود. گرامی داشت این روز نخستین بار در ۱۹ ژوئن ۱۹۱۰ در اسپوکین بوده‌است. پس از آن در شهرهای فیرمونت (Fairmont) و کرستون (Creston) این روز را گرامی داشته‌اند، اما شکل امروزی آن و تعطیلی این روز برگرفته از جشن‌های آن دوران نبود.
روز پدر به شکل امروزی آن از سوی سونورا اسمارت داد (Sonora Smart Dodd) زادهٔ آرکانزاس ایجاد شد. پدر او ویلیام جکسون اسمارت، یکی از کهنه سربازان دوران جنگ داخلی آمریکا بود. او به تنهایی شش فرزندش را در اسپوکین بزرگ کرده بود. دختر او سونورا، بسیار تحت تأثیر تلاش‌های آنا جارویز برای جااندازی روز مادر قرار گرفته بود، برای همین او روز ۵ ژوئن زادروز پدرش را به عنوان روز پدر معرفی کرد اما آمادگی لازم برای برگزاری مراسم بزرگداشت را نداشت، در نتیجه مراسم به سومین یکشنبهٔ ژوئن منتقل شد.
خیلی زود ویلیام جنینگ برایان به صورت غیررسمی از این مراسم حمایت کرد. در ۱۹۱۶ خانوادهٔ وودرو ویلسون رئیس‌جمهور وقت نیز برای او مراسم بزرگداشت روز پدر را برگزار کرد. در ۱۹۲۴ کالوین کولیج رئیس‌جمهور آن دوران پیشنهاد کرد که روز پدر به عنوان یک روز ملی شناخته شود. در ۱۹۶۶ رئیس‌جمهور لیندون بینز جانسون روز پدر را تعطیل اعلام کرد و دستور داد باید در سومین یکشنبهٔ ژوئن جشن گرفته شود، اما تا سال ۱۹۷۲ این روز به عنوان روز تعطیل به رسمیت شناخته نشده بود تا اینکه در دوران ریاست جمهوری ریچارد نیکسون پذیرفته شد.
در سالیان گذشته خرده فروشان در این روز به فروش کارت‌های تبریک و هدیههای مردانه مانند ابزار الکترونیکی می‌پرداختند. در مدرسه‌ها و مکان‌های مربوط به کودکان نیز تلاش می‌کردند تا برنامه‌هایی برای بزرگداشت پدران از سوی فرزندانشان ترتیب داده شود یا اینکه فرزندان با همکاری یکدیگر هدیه‌هایی را برای پدرانشان آماده می‌کردند.
تعداد تماس‌های تلفنی در این روز از تعداد تماس‌ها در روز مادر کمتر است اما درصد استفاده از سامانهٔ Collect Call در این روز نسبت به روزهای دیگر سال حتی روزهای شلوغ بسیار بیشتر است همچنین تماس‌های تلفنی در روزهای مادر و پدر بیشتر طول می‌کشند.
در کل، شمار تماس‌های تلفنی، کارت تبریک‌های خریداری شده و هدیه‌های آماده در روز مادر نسبت به روز پدر بیشتر است و این بدین معنی است که شمار فرزندانی که با مادر خود زندگی می‌کرده‌اند (می‌کنند) نسبت به‌شمار پدرها بیشتر است.

### اسپانیا
روز پدر (به اسپانیایی: El Día del Padre) در روز جشن یوسف مقدس، در ۱۹ مارس گرامی داشته می‌شود. در این روز مقدس، بانک‌ها و بسیاری از مغازه‌ها تعطیل‌اند.

### استرالیا
مردم در استرالیا، در اولین یکشنبهٔ سپتامبر روز پدر را گرامی می‌دارند، این روز تعطیلی عمومی نیست. هر ساله در ۳۲ شهرستان ایالت ویکتوریا برای بزرگداشت پدران و نشان دادن اهمیت نقشی که آن‌ها در تربیت فرزندان دارند، جشنی برگزار می‌شود و به پدران برگزیده «جایزهٔ پدر سال» (به انگلیسی: Father of the Year Award) داده می‌شود.

### ایتالیا
در ایتالیا، مطابق سنت‌های کاتولیک روم، روز پدر را در ۱۹ مارس، «روز یوسف مقدس» (به ایتالیایی: Festa di San Giuseppe) گرامی می‌دارند. این روز تعطیل عمومی نیست.

### ایرلند
در جزیرهٔ ایرلند (هم ایرلند شمالی و هم خود ایرلند) نیز سومین یکشنبهٔ ماه ژوئن را به عنوان روز پدر جشن می‌گیرند.

### ایران
در ایران پیش از انقلاب، روز ۲۴ اسفند زادروز رضا شاه بر پایهٔ تقویم ایرانی روز پدر نامیده می‌شد. پس از انقلاب سال ۵۷ این روز به ۱۳ رجب سال قمری زادروز علی بن ابی‌طالب امام نخست شیعیان تغییر یافت. برخی از زرتشتیان جشن بهمنگان را به عنوان روز پدر می‌دانند. انجمن موبدان تهران به خاطر اینکه برخی از زرتشتیان جشن بهمن‌گان را روز جانور اهلی می‌دانند، تصمیم گرفت تا روز پدر را به جشن شهریورگان منتقل کند.

### برزیل
در برزیل، روز پدر را سه ماه پس از روز مادر در دومین یکشنبهٔ ماه اوت گرامی می‌دارند. نخستین بار در اواسط دههٔ ۱۹۵۰ میلادی یک روزنامه‌نگار به نام سیلویو برینگ (Sylvio Bhering) روز بزرگداشت عمران (پدر مریم) را به عنوان روز «سرپرست خانواده» برگزید. (این روز برابر است با روز پدرخوانده در میان کاتولیک‌ها)

### بریتانیا و شمال ایرلند
در بریتانیا روز پدر را در سومین یکشنبهٔ ژوئن فرخنده می‌دارند. این روز تعطیل عمومی نیست.

### پاکستان
در پاکستان روزی به نام روز پدر وجود ندارد. فقط گروهی مطابق فرهنگ آمریکایی‌ها سومین یکشنبهٔ ژوئن را به عنوان روز پدر خجسته می‌دارند.

### پرتغال
در پرتغال در ۱۹ مارس (مطابق سنت کلیسای کاتولیک)، روز پدر را جشن می‌گیرند. در این روز بانک‌ها تعطیل نیستند.

### دانمارک
در دانمارک در ۵ ژوئن هم‌زمان با روز قانون اساسی، روز پدر نیز گرامی داشته می‌شود. این روز تعطیل عمومی است.

### رومانی
رومانی تنها کشور از ۲۷ کشور اتحادیهٔ اروپا بود که روزی ویژهٔ پدران نداشت. از سال ۲۰۱۰ تصمیم بر این شده‌است که در دومین یکشنبهٔ ماه مه این روز را به صورت رسمی گرامی دارند. روز پدر در سال ۲۰۱۲ در ۱۳ مه در نظر گرفته شده‌بود.

### زلاندنو

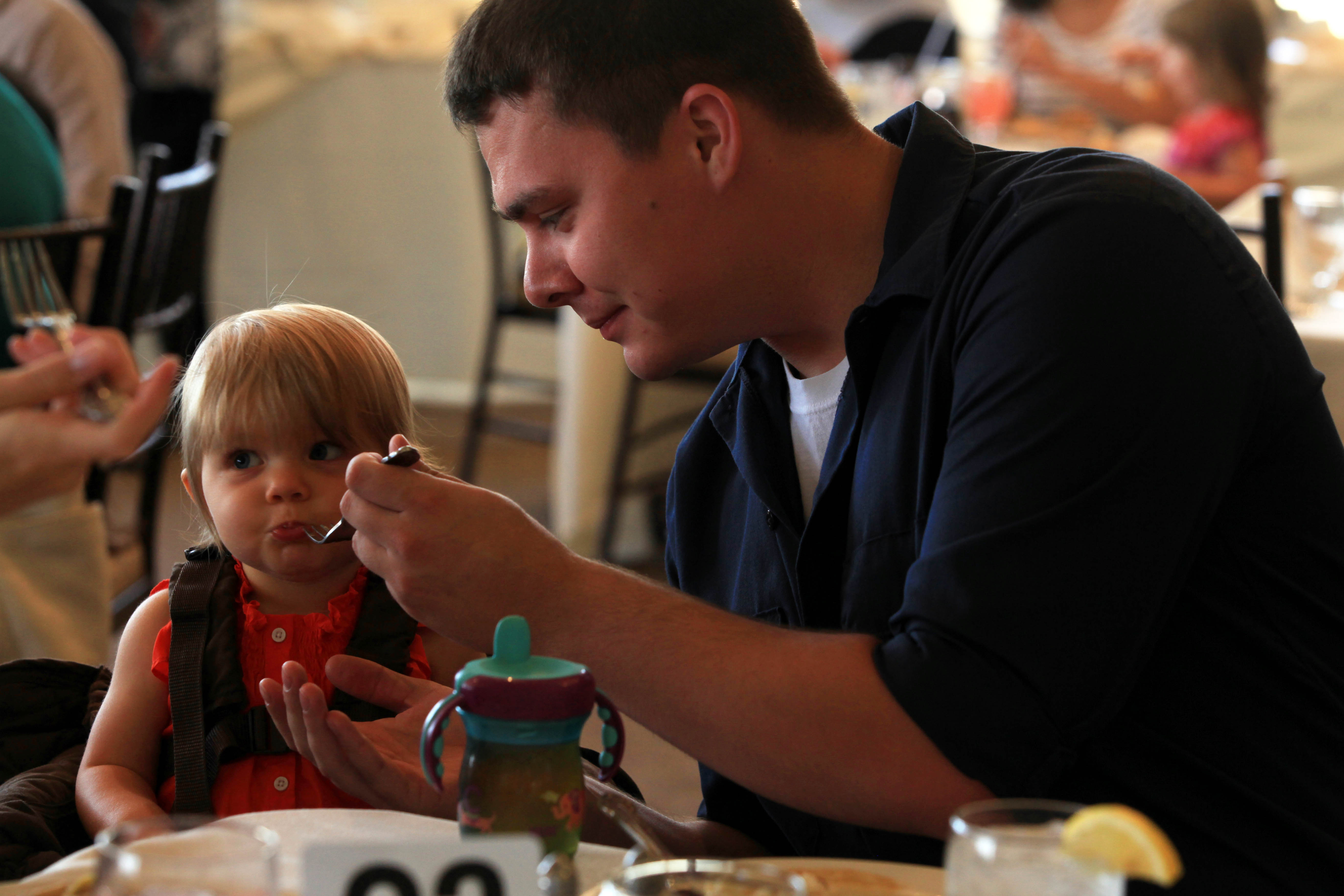
پدری در روز پدر به دخترش غذا می‌دهد.

در زلاندنو روز پدر در نخستین یکشنبهٔ سپتامبر خجسته داشته می‌شود. این روز تعطیل عمومی نیست.

### ژاپن
در ژاپن در سومین یکشنبهٔ ژوئن روز پدر را فرخنده می‌دارند. این روز تعطیل عمومی نیست.

### سیشل
در سیشل در ۱۶ امین روز ژوئن روز پدر را مبارک می‌دارند که تعطیلی عمومی نیست.

### جهان عرب
روز پدر در جهان عرب در ۲۱ ژوئن هر سال، نخستین روز تابستان گرامی داشته می‌شود. انتخاب این روز به این دلیل است که در این کشورها روز مادر در نخستین روز بهار جشن گرفته می‌شود.

### کانادا
روز پدر در کانادا در سومین یکشنبهٔ ماه ژوئن است و این روز یک تعطیلی عمومی نیست. معمولاً افراد در این روز، روز خود را با پدر خانواده سپری می‌کنند، جشن کوچکی می‌گیرند و هدیه می‌دهند.

### کره
در کره، روز پدر و مادر را در ۸ مه هر سال خجسته می‌دارند. این روز تعطیل رسمی نیست.

### لهستان
روز پدر را در لهستان در ۲۳ ژوئن همایون می‌دارند.

### مالزی
در مالزی در سومین یکشنبهٔ ژوئن روز پدر را فرخنده می‌دارند. این روز تعطیل همگانی نیست.

### هنگ کنگ
در هنگ کنگ در سومین یکشنبهٔ ژوئن روز پدر را خجسته می‌دارند. این روز تعطیل سراسری نیست.

## روز پدر در دیگر نقاط جهان
|                      | ۲۳ فوریه                                                             | روسیه (روز دفاع از میهن) | روسیه (روز دفاع از میهن)                                                                                         | روسیه (روز دفاع از میهن)                                                                                                  | روسیه (روز دفاع از میهن) | روسیه (روز دفاع از میهن) | روسیه (روز دفاع از میهن)                                                                               | روسیه (روز دفاع از میهن) | روسیه (روز دفاع از میهن) |
|                      | ۱۹ مارس                                                              | آندورا (Dia del Pare) بولیوی هندوراس ایتالیا (Festa del Papà)                                                                                | آندورا (Dia del Pare) بولیوی هندوراس ایتالیا (Festa del Papà)                                                    | لیختن‌اشتاین پرتغال (Dia do Pai) اسپانیا (Día del Padre, Dia del Pare, Día do Pai) استان آنتورپ (بلژیک)                    | لیختن‌اشتاین پرتغال (Dia do Pai) اسپانیا (Día del Padre, Dia del Pare, Día do Pai) استان آنتورپ (بلژیک)                                  | لیختن‌اشتاین پرتغال (Dia do Pai) اسپانیا (Día del Padre, Dia del Pare, Día do Pai) استان آنتورپ (بلژیک)                                  | لیختن‌اشتاین پرتغال (Dia do Pai) اسپانیا (Día del Padre, Dia del Pare, Día do Pai) استان آنتورپ (بلژیک) |                          |                          |
| دومین یکشنبهٔ ماه مه  | ۹ مه در سال ۲۰۱۰ ۸ مه در سال ۲۰۱۱ ۱۳ مه در سال ۲۰۱۲                  | رومانی(Ziua Tatălui) | رومانی(Ziua Tatălui)                                                                                             | رومانی(Ziua Tatălui) | رومانی(Ziua Tatălui) | رومانی(Ziua Tatălui) | رومانی(Ziua Tatălui)                                                                                   |                          |                          |
|                      | ۸ مه                                                                 | کره جنوبی (روز پدر و مادر) | کره جنوبی (روز پدر و مادر)                                                                                       | کره جنوبی (روز پدر و مادر)                                                                                                | کره جنوبی (روز پدر و مادر) | کره جنوبی (روز پدر و مادر) | کره جنوبی (روز پدر و مادر)                                                                             |                          |                          |
| سومین یکشنبهٔ مه      | ۱۶ مه در سال ۲۰۱۰ ۱۵ مه در سال ۲۰۱۱ ۲۰ مه در سال ۲۰۱۲                | تونگا | تونگا | تونگا | تونگا | تونگا | تونگا                                                                                                  |                          |                          |
| روز عروج مسیح        | ۱۳ مه در سال ۲۰۱۰ ۲ ژوئن در سال ۲۰۱۱ ۱۷ مه در سال ۲۰۱۲               | آلمان | آلمان | آلمان | آلمان | آلمان | آلمان                                                                                                  |                          |                          |
| اولین یکشنبهٔ ژوئن    | ۶ ژوئن در سال ۲۰۱۰ ۵ ژوئن در سال ۲۰۱۱ ۳ ژوئن در سال ۲۰۱۲             | لیتوانی (Tevo diena) · سوئیس | لیتوانی (Tevo diena) · سوئیس                                                                                     | لیتوانی (Tevo diena) · سوئیس                                                                                              | لیتوانی (Tevo diena) · سوئیس | لیتوانی (Tevo diena) · سوئیس | لیتوانی (Tevo diena) · سوئیس                                                                           |                          |                          |
|                      | ۵ ژوئن                                                               | دانمارک (هم‌زمان با روز قانون اساسی) | دانمارک (هم‌زمان با روز قانون اساسی)                                                                              | دانمارک (هم‌زمان با روز قانون اساسی)                                                                                       | دانمارک (هم‌زمان با روز قانون اساسی) | دانمارک (هم‌زمان با روز قانون اساسی) | دانمارک (هم‌زمان با روز قانون اساسی)                                                                    |                          |                          |
| دومین یکشنبهٔ ژوئن    | ۱۳ ژوئن در سال ۲۰۱۰ ۱۲ ژوئن در سال ۲۰۱۱ ۱۰ ژوئن در سال ۲۰۱۲          | اتریش · بلژیک | اتریش · بلژیک | اتریش · بلژیک | اتریش · بلژیک | اتریش · بلژیک | اتریش · بلژیک                                                                                          |                          |                          |
| سومین یکشنبهٔ ژوئن    | ۲۰ ژوئن در سال ۲۰۱۰ ۱۹ ژوئن در سال ۲۰۱۱ ۱۷ ژوئن در سال ۲۰۱۲          | افغانستان · آلبانی · آنتیگوآ و باربودا · آرژانتین · باهاما · بحرین · بنگلادش · باربادوس · بلیز · برمودا · برونئی · بلغارستان · کانادا · شیلی | چین · کلمبیا · کاستاریکا · کرواسی · کوبا · قبرس · جمهوری چک · دومینیکا · اکوادور · اتیوپی · فرانسه · غنا · یونان | گویان · هائیتی · هنگ کنگ · مجارستان · جمهوری ایرلند · جامائیکا · ژاپن · کوزوو · ماداگاسکار · مالزی · مالت · موریس · مکزیک | میانمار · نامیبیا · هلند · نیجریه · عمان · پاکستان · پاناما · پاراگوئه · پرو · فیلیپین · پورتوریکو · سنت لوسیا · سنت وینسنت و گرنادین‌ها | سنگاپور · اسلواکی · آفریقای جنوبی · سری‌لانکا · ترینیداد و توباگو · ترکیه · بریتانیا · ایالات متحده آمریکا · ونزوئلا · زامبیا · زیمبابوه | |                          |                          |
|                      | ۱۷ ژوئن                                                              | السالوادور | گواتمالا | گواتمالا | گواتمالا | گواتمالا | گواتمالا                                                                                               |                          |                          |
| اولین روز تابستان    | ۲۱ ژوئن                                                              | لبنان · مصر · اردن · سوریه · اوگاندا | لبنان · مصر · اردن · سوریه · اوگاندا                                                                             | لبنان · مصر · اردن · سوریه · اوگاندا                                                                                      | لبنان · مصر · اردن · سوریه · اوگاندا | لبنان · مصر · اردن · سوریه · اوگاندا | لبنان · مصر · اردن · سوریه · اوگاندا                                                                   |                          |                          |
|                      | ۲۳ ژوئن                                                              | نیکاراگوئه | لهستان | لهستان | لهستان | لهستان | لهستان                                                                                                 |                          |                          |
| دومین یکشنبهٔ ژوئیه   | ۱۱ ژوئیه در سال ۲۰۱۰ ۱۰ ژوئیه در سال ۲۰۱۱ ۸ ژوئیه در سال ۲۰۱۲        | اروگوئه | اروگوئه | اروگوئه | اروگوئه | اروگوئه | اروگوئه                                                                                                |                          |                          |
| آخرین یکشنبهٔ ژوئیه   | ۲۵ ژوئیه در سال ۲۰۱۰ ۳۱ ژوئیه در سال ۲۰۱۱ ۲۹ ژوئیه در سال ۲۰۱۲       | جمهوری دومینیکن | جمهوری دومینیکن                                                                                                  | جمهوری دومینیکن | جمهوری دومینیکن | جمهوری دومینیکن | جمهوری دومینیکن                                                                                        |                          |                          |
| دومین یکشنبهٔ اوت     | ۸ ماه اوت در سال ۲۰۱۰ ۱۴ ماه اوت در سال ۲۰۱۱ ۱۲ ماه اوت در سال ۲۰۱۲  | برزیل · ساموآ | برزیل · ساموآ | برزیل · ساموآ | برزیل · ساموآ | برزیل · ساموآ | برزیل · ساموآ                                                                                          |                          |                          |
|                      | ۸ ماه اوت                                                            | تایوان | تایوان | تایوان | تایوان | تایوان | تایوان                                                                                                 |                          |                          |
| اولین یکشنبهٔ سپتامبر | ۵ سپتامبر در سال ۲۰۱۰ ۴ سپتامبر در سال ۲۰۱۱ ۲ سپتامبر در سال ۲۰۱۲    | استرالیا · فیجی | نیوزیلند · پاپوآ گینه نو                                                                                         | نیوزیلند · پاپوآ گینه نو                                                                                                  | نیوزیلند · پاپوآ گینه نو | نیوزیلند · پاپوآ گینه نو | نیوزیلند · پاپوآ گینه نو                                                                               |                          |                          |
| دومین یکشنبهٔ سپتامبر | ۱۲ سپتامبر در سال ۲۰۱۰ ۱۱ سپتامبر در سال ۲۰۱۱ ۹ سپتامبر در سال ۲۰۱۲  | لتونی | لتونی | لتونی | لتونی | لتونی | لتونی                                                                                                  |                          |                          |
| سومین یکشنبهٔ سپتامبر | ۱۹ سپتامبر در سال ۲۰۱۰ ۱۸ سپتامبر در سال ۲۰۱۱ ۱۶ سپتامبر در سال ۲۰۱۲ | اوکراین | اوکراین | اوکراین | اوکراین | اوکراین | اوکراین                                                                                                |                          |                          |
| اولین یکشنبهٔ اکتبر   | ۳ اکتبر در سال ۲۰۱۰ ۲ اکتبر در سال ۲۰۱۱ ۷ اکتبر در سال ۲۰۱۲          | لوکزامبورگ | لوکزامبورگ | لوکزامبورگ | لوکزامبورگ | لوکزامبورگ | لوکزامبورگ                                                                                             |                          |                          |
|                      | ۱۲ نوامبر                                                            | اندونزی | اندونزی | اندونزی | اندونزی | اندونزی | اندونزی                                                                                                | اندونزی                  | اندونزی                  |
| دومین یکشنبهٔ نوامبر  | ۱۴ نوامبر در سال ۲۰۱۰ ۱۳ نوامبر در سال ۲۰۱۱ ۱۱ نوامبر در سال ۲۰۱۲    | استونی · فنلاند · ایسلند | نروژ · سوئد | نروژ · سوئد | نروژ · سوئد | نروژ · سوئد | نروژ · سوئد                                                                                            |                          |                          |
|                      | ۵ دسامبر                                                             | تایلند (روز تولد شاه پومیپون ادونیده) | تایلند (روز تولد شاه پومیپون ادونیده)                                                                            | تایلند (روز تولد شاه پومیپون ادونیده)                                                                                     | تایلند (روز تولد شاه پومیپون ادونیده)                                                                                                   | تایلند (روز تولد شاه پومیپون ادونیده)                                                                                                   | تایلند (روز تولد شاه پومیپون ادونیده)                                                                  |                          |                          |
|                      | ۲۶ دسامبر                                                            | بلغارستان | بلغارستان | بلغارستان | بلغارستان | بلغارستان | بلغارستان                                                                                              |                          |                          |
| گاه‌شمار هندو         |                                                                      | | | | | | |                          |                          |
| تعریف                | روز                                                                  | کشور/منطقه | کشور/منطقه | کشور/منطقه | کشور/منطقه | کشور/منطقه | کشور/منطقه                                                                                             |                          |                          |
| بهادراپادا آماواسیا  | ۲۹ ماه اوت در سال ۲۰۱۱                                               | نپال Buwaako Mukh Herne Din or बुवाको मुख हेर्ने दिन (कुशे औंशी)                                                                                         | هند | هند | هند | هند | هند |                          |                          |
| گاه‌شمار اسلامی       |                                                                      | | | | | | |                          |                          |
| تعریف                | روز                                                                  | کشور/منطقه | کشور/منطقه | کشور/منطقه | کشور/منطقه | کشور/منطقه | کشور/منطقه                                                                                             |                          |                          |
| تولد علی بن ابی طالب | ۱۳ رجب هجری قمری                                                     | ایران | پاکستان | پاکستان | پاکستان | پاکستان | پاکستان                                                                                                |                          |                          |

## تلاش‌ها برای لغو روز پدر
فعالان فمینیست فعالیت‌هایی برای لغو روز پدر انجام داده‌اند. لینا دانم هنرپیشهٔ فمینیست آمریکایی به مناسبت روز پدر در ژوئن ۲۰۱۶ در پیامی در توئیتر خود نوشت: «شما به پدر نیازی ندارید. بسیاری از خانواده‌ها از راه‌های مختلفی زندگی می‌کنند. اما اگر یکی از آن‌ها (پدر) دارید، بهتر است از میان برود» پس از انتشار این توئیت، به سرعت با واکنش‌های متعددی از سوی کاربران مواجه شد و وی توئیت خود را پاک کرد.
در سال ۲۰۱۵ فعالان فمینیست در دانشگاه یورک با تجمع و جمع‌آوری امضا موفق به لغو مراسم روز پدر در این دانشگاه شدند.

## یادداشت و منبع
- مشارکت‌کنندگان ویکی‌پدیا. «Father's Day». در دانشنامهٔ ویکی‌پدیای انگلیسی، بازبینی‌شده در ۴ سپتامبر ۲۰۱۱.

1. ↑  «زادروز رضا شاه پهلوی، جنب و جوش ایرانیان در شبکه‌های اجتماعی». ایندیپندنت فارسی. ۱۳ مارس ۲۰۲۱. دریافت‌شده در ۲۶ ژانویه ۲۰۲۴.
2. 1 2  علی عطائی (۴ شهریور ۱۳۹۳). «تاریخ دقیق روز پدر 1403» (به ir). آناژورنال. دریافت‌شده در ۲۶ ژانویه ۲۰۲۴.
3. ↑  "Father's Day". Melrosemirror.media.mit.edu. Archived from the original on 6 August 2011. Retrieved 18 June 2012.
4. ↑  "Father's Day and Vatertag". About.com. Archived from the original on 7 June 2011. Retrieved 4 September 2011.
5. 1 2  Agence France-Presse. "German Minister Urges Fathers Not to Get Drunk on Father's Day!".
6. 1 2  "Von modischen Herrenpartien und der Erhöhung Jesu" (به آلمانی). Der Stern. May ۱۲, ۲۰۱۰. Retrieved May 12, 2010.
7. ↑  "هدیه روز پدر" (به آلمانی). Himmelfahrt, Männertag: Was ist das eigentlich?. Retrieved May 12, 2010.
8. ↑  "Father's Day: The history of the holiday—and the woman who founded it" (به انگلیسی). 2023-06-16. Retrieved 2024-01-14.
9. ↑  "Father's Day (United States)". Archived from the original on 1 July 2008. Retrieved May 30, 2008.
10. ↑  Leigh, 1997, p. ۲۷۶.
11. 1 2  "We Love You: Call Collect". Snopes.com. Retrieved June 3, 2010.
12. 1 2  Gogoi, Pallavi. "Father's Unspectacular Day." BusinessWeek. June 14, 2005.
13. ↑  "Padres por horas", Faro de Vigo, 19 May 2010
14. ↑  «نسخه آرشیو شده». بایگانی‌شده از اصلی در ۱۲ اوت ۲۰۱۸. دریافت‌شده در ۲۱ سپتامبر ۲۰۱۹.
15. ↑  «پیام به جشن شهریورگان و روز بزرگداشت پدر». بایگانی‌شده از اصلی در ۲۰ نوامبر ۲۰۱۲. دریافت‌شده در ۱۲ ژوئن ۲۰۱۲.
16. ↑  «روز مرد در ایران باستان». آسمونی. دریافت‌شده در ۲۰۲۴-۰۱-۲۸.
17. ↑  «رسم خرید هدیه روز پدر». فاواتک. دریافت‌شده در ۲۰۲۴-۰۸-۲۶.
18. ↑  "Fars Dag" (به Danish). Dansk Historisk Fællesråd. Archived from the original on 31 March 2012. Retrieved June 20, 2010.{{cite web}}:  نگهداری یادکرد:زبان ناشناخته (link)
19. ↑  "Romania Celebrates Fathers' Day On Second Sunday Of May". Bucharest: mediafax.ro. May ۴, ۲۰۱۰. Archived from the original on 29 November 2014. Retrieved 4 September 2011.
20. ↑  "Se instituye el Día del Padre, Decreto Número ۱۳". February ۹, ۱۹۶۰. Archived from the original on 9 August 2007. Retrieved July 19, 2008. (اسپانیایی)
21. ↑  "Presentan en Costa Rica proyecto de ley para celebrar día del padre el día de San José". ACI Prensa. May ۲۶, ۲۰۰۵.
22. ↑  "Principales efemérides. Mes Junio". Unión de Periodistas de Cuba. Archived from the original on 5 June 2008. Retrieved June 7, 2008. (اسپانیایی)
23. ↑  "6310. - Fêtes et Jours Fériés en Haiti" (به فرانسوی). Archived from the original on 30 November 2010. Retrieved June 20, 2010. (فرانسوی)
24. ↑  Notimex (June ۱۴, ۲۰۰۸). "Preparados los capitalinos para festejar el día del padre". La Crónica de Hoy. Archived from the original on 13 June 2011. Retrieved June 23, 2008. (June 15, 2008 was third Sunday of June) (اسپانیایی)
25. ↑  "Días Festivos para el mes de Junio del ۲۰۰۸" (به اسپانیایی). Biblioteca Nacional de Panamá. Archived from the original on 17 December 2008. Retrieved June 23, 2008. (اسپانیایی)
26. ↑  "Calendario Cívico Escolar" (به اسپانیایی). Dirección Regional de Educación de Lima Metropolitana. Archived from the original on 9 September 2015. Retrieved June 7, 2008. (اسپانیایی)
27. ↑  Jerome Aning (June ۱۴, ۲۰۰۸). "Daughter of missing NDF consultant believes he's still alive". Philippine Daily Inquirer. Retrieved June 23, 2008. (June 15, 2008 was third sunday of June)
28. ↑  "17 de Junio, Día del Padre en El Salvador". Ministerio de Relaciones Exteriores de El Salvador. May ۸, ۱۹۶۹. Archived from the original on 27 March 2008. Retrieved June 7, 2008. Asamblea Legislativa de la República de El Salvador. 08 de mayo de 1969 (اسپانیایی)
29. ↑  Marta Altolaguirre (May ۱۷, ۲۰۰۸). "Reflexiones en el Día del Padre". El Periódico. Archived from the original on 27 July 2011. Retrieved 22 June 2011.
30. ↑  Tina Sinatra, Jeff Coplon (2000), My father's daughter: a memoir (illustrated ed.), Simon and Schuster, p. 20, ISBN 0-684-87076-2, I [Tina Sinatra] was born [in Lebannon] in June 20, 1948: Father's Day.
31. ↑  P. Ferguson (2007). "Festivals and ceremonies". World and Its Peoples: Eastern and Southern Asia. Marshall Cavendish Corporation. p. ۵۳۶. ISBN 0-7614-7631-8.
32. ↑  "Father's Day Celebration in different countries". Retrieved July 19, 2008. In Iran it is celebrated on the Birthday of First shiite Imam (Ali (as)) on 13 of Rajab islamic calendar.
33. ↑  "Feminist Lena Dunham Posts Ridiculous Father's Day Tweet, Quickly Deletes It". Daily Wire. 19 June 2017. Archived from the original on 17 August 2017. Retrieved 17 August 2017.
34. ↑  correspondent, Sally Weale Education (17 November 2015). "Row after University of York cancels International Men's Day event". The Guardian.